# Концы (Смоленская область)
Концы — деревня в Руднянском районе Смоленской области России. Входит в состав Смолиговского сельского поселения. Население — 94 жителя (2007 год). Имеет неофициальное название "Попки". 
Расположена в западной части области в 10 км к юго-востоку от Рудни, в 4 км южнее автодороги А141 Орёл — Витебск, на берегу реки Ольшанка. В 2 км северо-восточнее деревни расположена железнодорожная станция Плоская на линии Смоленск — Витебск. 

## История
С XVIII века территория деревни причислялась к Могилёвской губернии Бабиновичскому (позже Оршанскому) уезду Руднянской волости. В 1857 году числилось 96 прихожан белорусского племени.
В 1884 году на территории деревни находилась православная деревянная церковь.
В годы Великой Отечественной войны деревня была оккупирована гитлеровскими войсками в июле 1941 года, освобождена в октябре 1943 года.
В годы существования СССР имелась Попковская школа для начальных классов. 